# Кам'яниця Шольц-Вольфовичів
Кам'яниця Шольц-Вольфовичів — будинок № 23 площі Ринок у Львові.

## Історія
Збудована у 70-х роках XVI століття у стилі ренесанс. Шольц-Вольфовичі — одна з гілок могутнього клану Шольців, засновником якого був Вольф (Вольфганг). Родина Шольців була дуже заможною і володіла ще кількома кам'яницями на Ринку. Походили із Сілезії.

## Архітектура
Будинок триповерховий, видовжений у плані. Розташований на розі площі Ринок і Катедральної. Перший ярус фасадів вкритий діамантовим рустом, має великі вітринні вікна. З боку площі Катедральної підпертий контрфорсами. Площина другого і третього ярусів вертикально поділена пілястрами іонічного і коринфського ордера. Наріжна пілястра має удвічі більшу ширину. Тумби під пілястрами другого ярусу прикрашені скульптурними масками левів. Маски третього ярусу являють собою людські обличчя, іноді шаржовані. Портретні маски зображають різні прошарки львівського суспільства. Надаючи усій композиції гротеску, цей ряд доповнюють образи блазня і чорта. Вікна обрамлені профільованою лиштвою, увінчані трикутними сандриками. На третьому ярусі трикутні сандрики чергуються із циркульними. На розі третього ярусу — скульптурна група «Хрещення Ісуса Христа». Усе скульптурне оздоблення ймовірно виконане львівським скульптором Яном Зарембою. На площу Ринок виходять лише три вікна, згідно із середньовічним львівським законом.
На будинку є кілька написів латинською мовою: «Ubi uber ibi tuber» (вщерть добра є — випирає), «Ubi charitas ibi Deus» (де милосердя, там Бог), «Ubi opes ibi amici» (де багатство, там і друзі), «turris fortissima nomen Domini. Prov 18» (Господнє ім'я несхитна вежа. Приповідки, 18.10). Перші три фрази також можна побачити і на фасаді будинку № 28.